# Beldroega-grande
A beldroega-grande (Talinum paniculatum) também chamada de bedroegão, é uma planta rasteira nativa do continente americano. É uma planta alimentícia não-convencional (PANC).
É popularmente conhecida também como bênção-de-deus, bredo, caruru, língua-de-vaca, maria-gomes e maria-gorda, entre outros. 
Usada na medicina caseira como emenagogo, diurético, cicatrizante, emoliente, vulnerário e antiinfeccioso, é também consumida em saladas e refogados.
É uma planta de folha larga, que prolifera em todo o território português e muitos outros países.
Sua particularidade é a sua raiz muito comprida, de cor alaranjada, que chega atingir cerca de 80 centímetros. É considerada uma erva daninha e que prolifera muito facilmente, já que ela enraíza muito facilmente, mesmo depois de arrancada e se ficar com alguma parte da raiz em contacto com o solo.
A planta no seu todo pode atingir quase os 2 metros de altura medidos a partir da superfície do solo, onde após a maturidade, as suas sementes de cor castanha (em abundância), se espalham facilmente pela área circundante.
Sinonímias botânicas: Talinum crassifolium (Jacq.) Willd.;  Talinum fruticosum (L.) Juss.; Talinum paniculatum (Jacq.) Gaertn.; Talinum racemosum (L.) Rohrb.; Talinum roseum Klotzsch.; Portulaca fruticosa L.; Portulaca racemosa L.; Claytonia patens Kuntze, Portulaca paniculata Jacq.; Portulaca patens L.; Talinum patens (L.) Willd; Portulaca reflexa, Talinum relexum e Talinum dichotomum.
Nomes populares: Maria-gorda, Maria-Gomes, erva-gorda, beldroega-grande, beldroega-miúda, bredo, bredo-major-gomes, bunda-mole, carirú, carne-gorda, (falso)carurú, fura-tacho, inhá-gome, joão-gomes, joão-gordo, labrobró, labrobró-de-jardim, major-gomes, maria-bombi, maria-gombe, maria-gombi, maria-gomes, maria-gorda, maria-mole, mata-calos, ora-pro-nobis-miúdo, piolhinha, quebra-tigela, espinafre de Ceilao espinafre do Suriname, espinafre de Java, língua-de-vaca, manjogome, bêção-de-Deus, beldoegra francesa, Talina de Panama, Grand pourprier, Talina de Java, Onze heures, Ceylon spinach, Fameflower, Fame flower, Jewels of Opar, Pink baby’s breath, Philippine spinach, Potherb fameflower, Surinam purslane, Sweetheart, Waterleaf, Surinaamse postelein, Surinaamse postelijn, Ceylonspinat, Javaspinat, Basella di giava, Spinacio di giava, Spinacio di Suriname, Krokot belanda, Poslen, Tu ren shen, Espinaca de Java, Espinaca de Surinam, Verdolaga francesa, Som chin, Som kaoli, Som khon, Som thai, Rama del sapo.
Nas religiões da Diáspora africana é conhecida também pelo nome de bredo ou beldroega-grande ou miúda, nome científico: Talinum triangulare (Jacq.) e pelo nome língua iorubá euê burê (Ewé Gbúre).

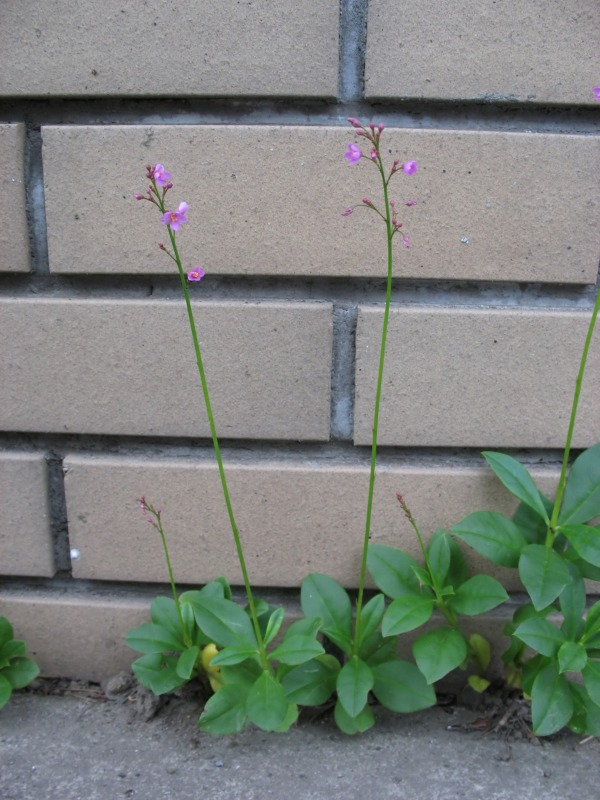
Talinum crassifolium com flor aberta

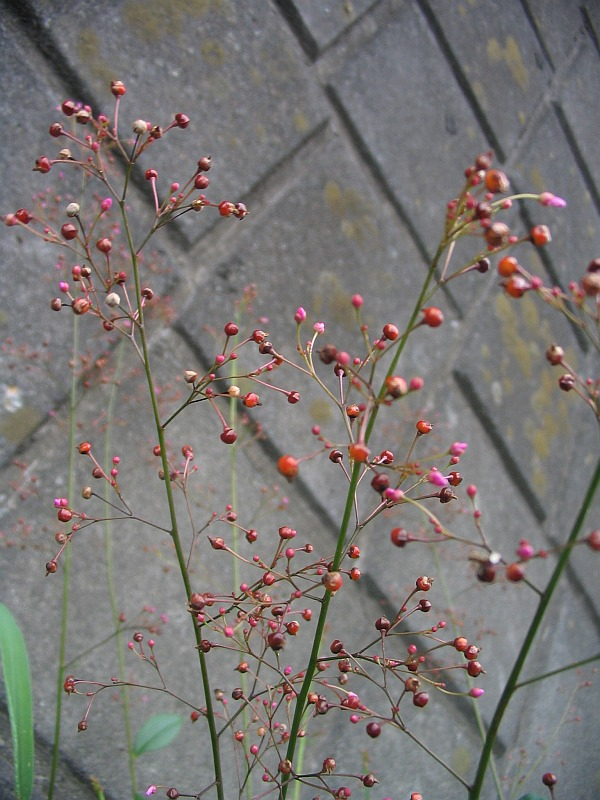
Talinum crassifolium